# 750 років м. Львів (монета)
«750 ро́ків м. Львів» — ювілейна монета номіналом 5 гривень, випущена Національним банком України. Присвячена одному з провідних економічних, наукових, освітніх та культурних центрів держави — містові Львову, перша писемна згадка про яке датується 1256 роком. Місто засноване королем Данилом Романовичем Галицьким і назване на честь його сина Лева. З 1272 року Львів — столиця Галицько-Волинського князівства.
Монету введено до обігу 26 квітня 2006 року. Вона належить до серії «Стародавні міста України».

## Опис монети та характеристики
| Номінал грн. | Метал      | Маса, г | Діаметр, мм | Якість виготовлення       | Гурт     | Тираж, штук |
| ------------ | ---------- | ------- | ----------- | ------------------------- | -------- | ----------- |
| 5            | нейзильбер | 16,54   | 35,0        | спеціальний анциркулейтед | рифлений | 60 000      |

### Аверс
На аверсі монети зображено елемент декоративного оздоблення каплиці Боїмів — голову лева, ліворуч від якого — малий Державний Герб України, праворуч — рік карбування монети «2006», а також розміщено стилізовані написи: «НАЦІОНАЛЬНИЙ БАНК УКРАЇНИ» (угорі півколом), «5 ГРИВЕНЬ», та логотип Монетного двору Національного банку України.

### Реверс

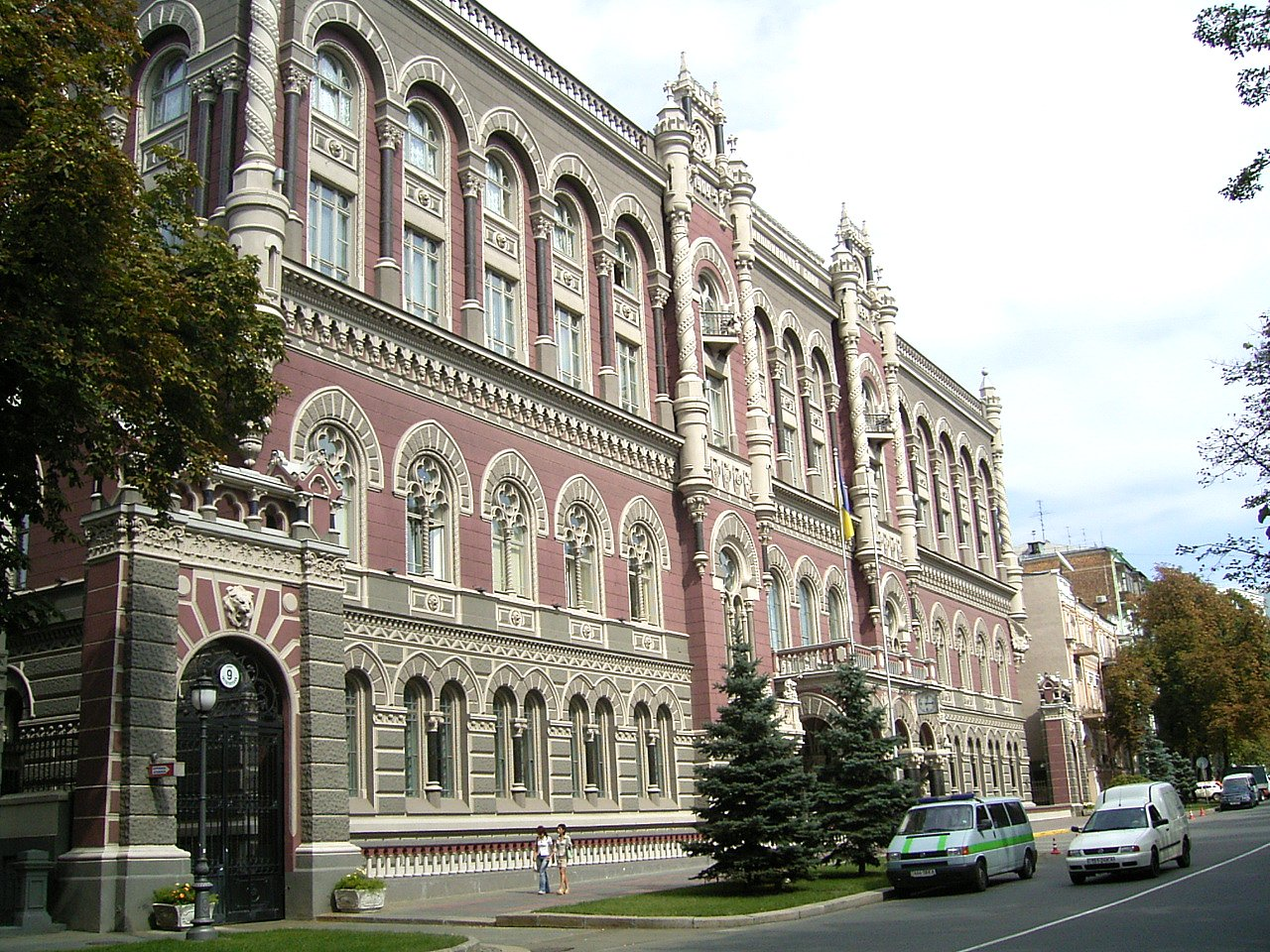
Будівля Національного банку України

На реверсі монети зображено панораму міста Львова початку XVII ст. з малюнка А. Пассаротті (1613 р.), над якою — фрагмент печатки ради міста Львова та внизу розміщено напис: «ЛЬВІВ»/«750».

## Автори
- Художники: Володимир Таран, Олександр Харук, Сергій Харук.
- Скульптор — Володимир Дем'яненко.

## Вартість монети
Ціна монети — 20 гривень, була вказана на сайті Національного банку України у 2013 році.
Фактична приблизна вартість монети, з роками змінювалася так:
| Рік        | 2010 | 2011 | 2012 | 2013 | 2014 | 2015 | 2016 | 2017 | 2018 | 2019 | 2020 | 2021 | 2022 | 2023 | 2024 | 2025 |
| ---------- | ---- | ---- | ---- | ---- | ---- | ---- | ---- | ---- | ---- | ---- | ---- | ---- | ---- | ---- | ---- | ---- |
| Ціна, грн. | 25   | 35   | 35   | 35   | 40   | 60   | 85   | 100  | 110  | 110  | 115  | 120  | 130  | 185  | 260  | 290  |